# Flussseeschwalbe

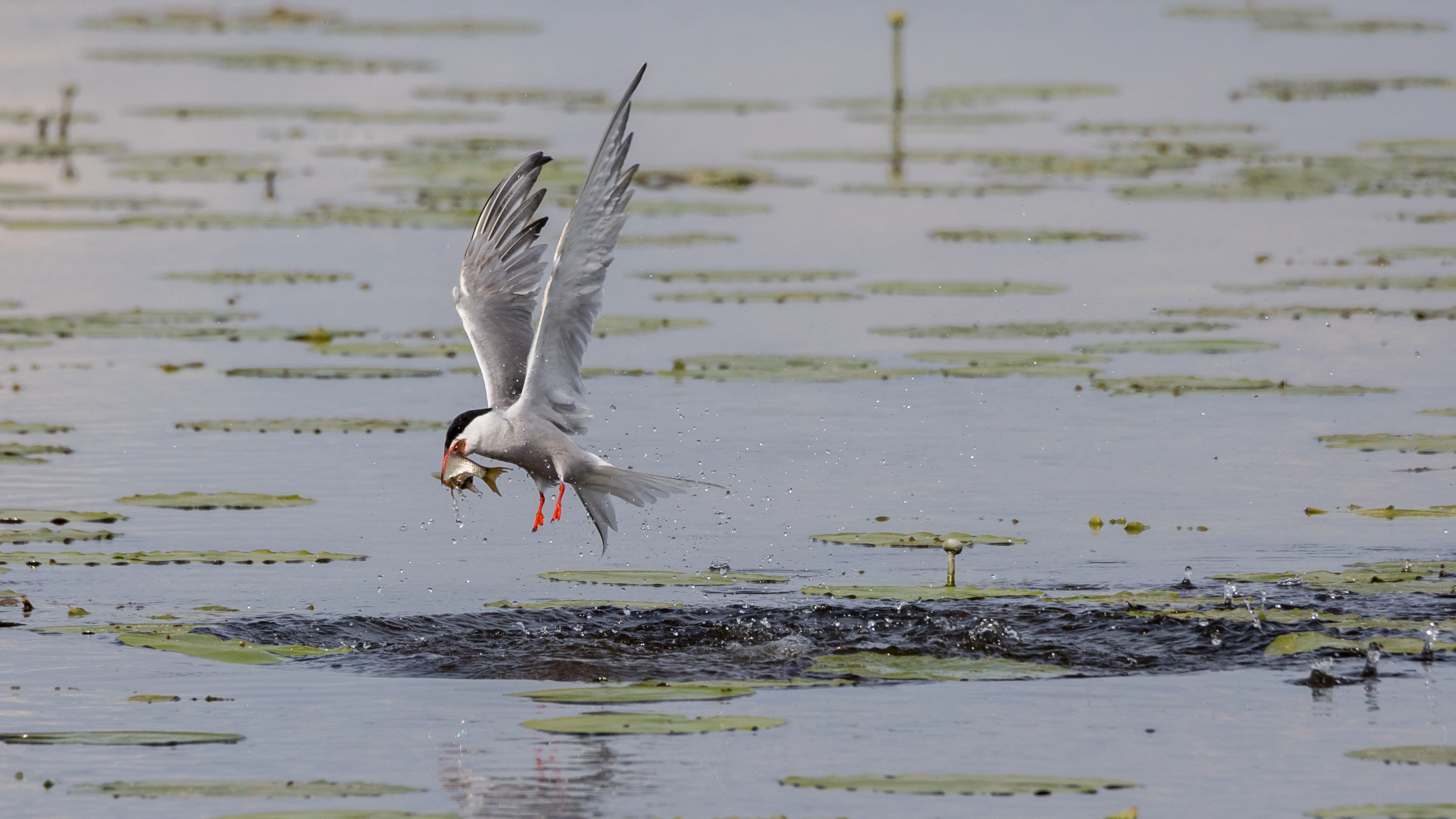
Flussseeschwalbe beim Fischfang

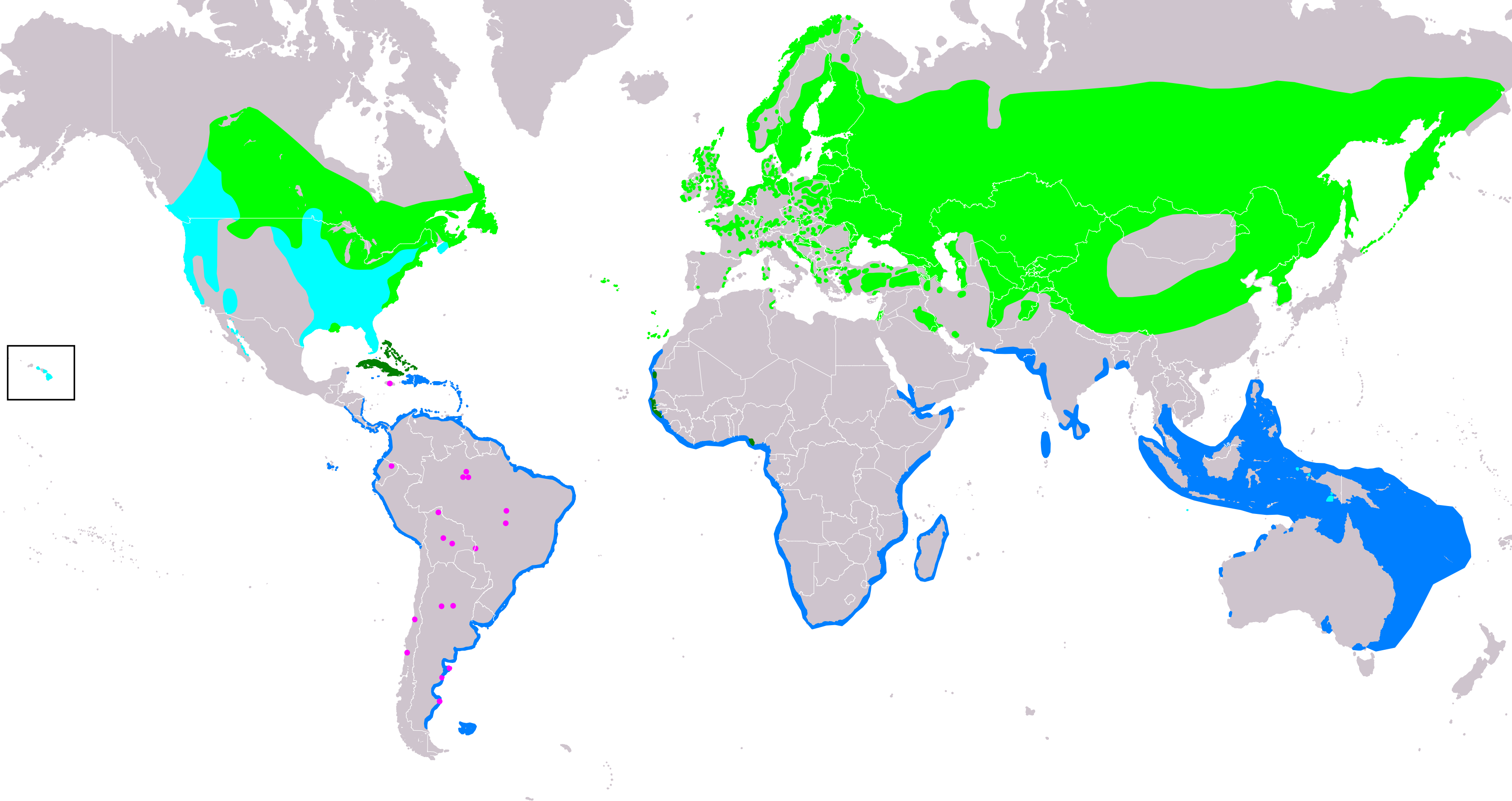
Verbreitungsgebiete der Flussseeschwalbe:
Brutgebiete
Ganzjähriges Vorkommen
Migration
Überwinterungsgebiete
Streifzüge (Saisonalität unsicher)

Die Flussseeschwalbe (Sterna hirundo) ist eine Vogelart aus der Unterfamilie der Seeschwalben (Sterninae). Sie ist in Mitteleuropa ein verbreiteter, aber nicht sehr häufiger Brut- und Sommervogel. Während der Zugzeiten können im mitteleuropäischen Raum außerdem viele Durchzügler beobachtet werden. 
Es werden vier Unterarten unterschieden.

## Beschreibung
Die Flussseeschwalbe sieht der Küstenseeschwalbe ähnlich. Sie erreicht eine Körpergröße zwischen 27 und 31 Zentimeter. Die Flügellänge beträgt 23,9 und 28,7 Zentimeter, die Flügelspannweite 72 bis 82 Zentimeter. Männchen sind tendenziell etwas größer als Weibchen.
Die schlanke Flussseeschwalbe hat einen gegabelten Schwanz und einen roten Schnabel mit schwarzer Spitze. Ihr Gefieder ist weiß bis hellgrau, ihr Scheitel tiefschwarz. Im Schlichtkleid ist die Stirn hell, der Schnabel schwarz. Die Beine sind rot. Jungvögel ähneln nichtbrütenden adulten Vögeln, haben aber schuppenartige Flecken auf der Körperoberseite. Der Scheitel ist eher bräunlich als schwärzlich. Die dunkle Kopfkappe ist weniger deutlich und klar abgegrenzt als bei adulten Vögeln. Die Schwanzspieße überragen nicht die Flügelspitzen, wie das bei der Küstenseeschwalbe der Fall ist.
Ihr Ruf klingt wie „kick“ oder „kriäh“.

## Verbreitung und Lebensraum
Das Verbreitungsgebiet der Flussseeschwalbe reicht vom Nordwesten Europas bis an das Beringmeer in Ostsibirien. In Nordamerika kommt die Flussseeschwalbe von Kanada bis in die Karibik vor. Isolierte Brutpopulationen finden sich außerdem im Nordwesten und Norden Afrikas, im Süden Afrikas, Australien und im Süden Südamerikas. 
Die Flussseeschwalbe ist ein Langstreckenzieher, deren Winterquartier sich in den Tropen und den gemäßigten Breiten der Südhalbkugel finden. Die Brutvögel der Paläarktis überwintern insbesondere an der Westküste Afrikas und sind an der ostafrikanischen Küste verhältnismäßig selten.

## Ernährung
Die Flussseeschwalbe ist ein geschickter Stoßtaucher. Sie erbeutet dabei hauptsächlich kleine Fische. Ebenso stehen Weichtiere und Insekten auf dem Speiseplan.

## Fortpflanzung

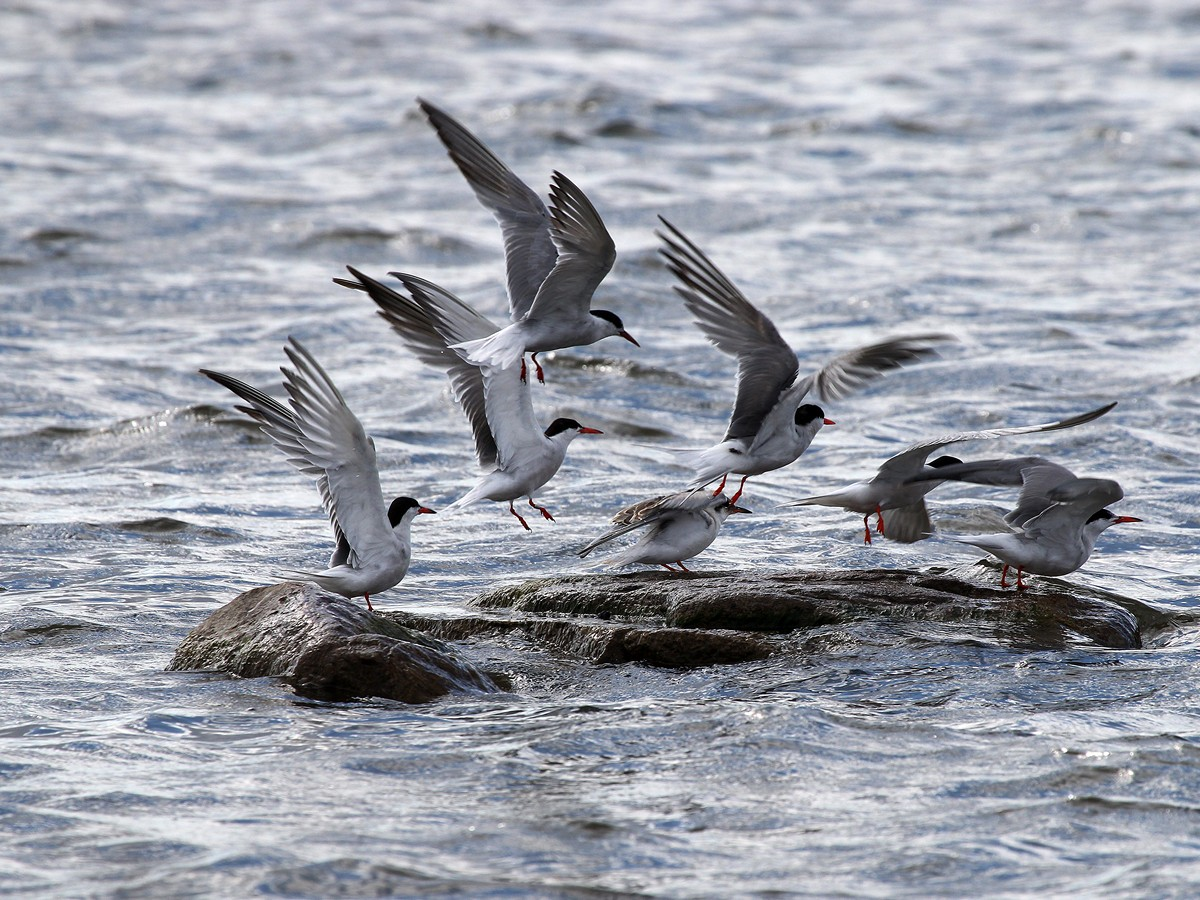
Flussseeschwalben in Mecklenburg

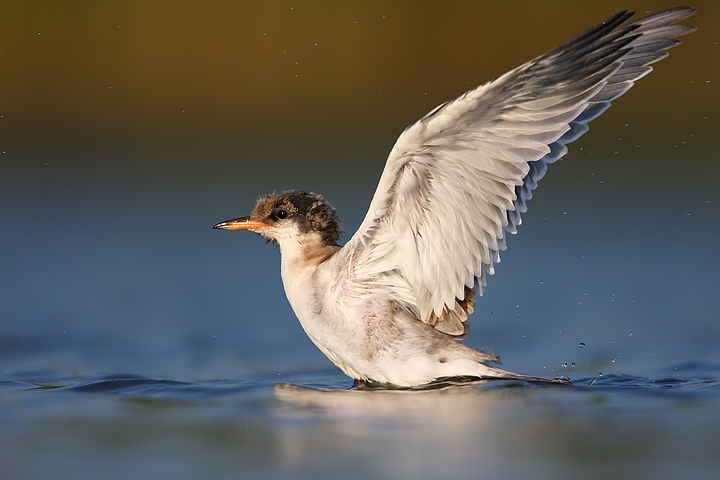
Jungvogel

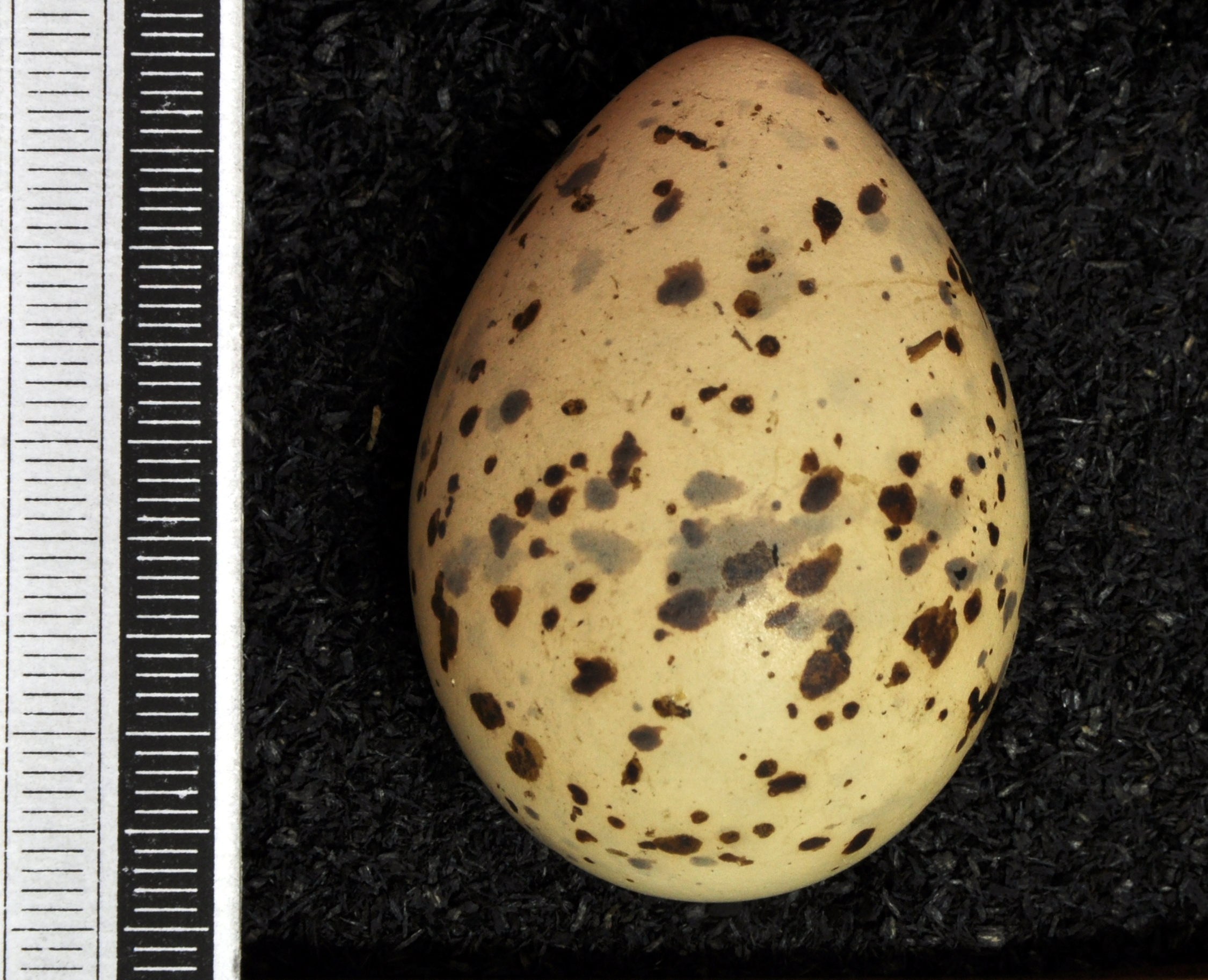
Ei, Sammlung Museum Wiesbaden

Die Flussseeschwalbe brütet von Mai bis August an Küsten und auf spärlich bewachsenen Felsen- und Sandinseln. Im Binnenland werden extra Nistflöße zur Verfügung gestellt, weil sonst nur noch in Ausnahmefällen ungestörte Plätze zu finden sind. Das Männchen wirbt im Balztanz mit einem Fisch im Schnabel um das Weibchen. In das Nest, eine Bodenmulde, die mit Halmen ausgekleidet wird, legt das Weibchen ein bis vier 4 cm große Eier. Beide Eltern wärmen die Eier etwa drei Wochen lang, bis die Küken schlüpfen. Ihre Jungen verteidigen sie durch Sturzflüge. Sie stürzen sich dabei auch auf sich nähernde Menschen. Nach drei bis vier Wochen werden die Jungvögel flügge.

## Bestand
Für die Flussseeschwalbe sind ähnlich wie bei der Küstenseeschwalbe große Bestandsschwankungen typisch. Grundsätzlich kam es aber für Mitteleuropa zu einem Bestandstief um das Jahr 1910. Seitdem hat sich die Art sowohl in Mitteleuropa und Westeuropa weiträumig erholt, auch wenn es im Zeitraum zwischen 1950 und 1970 auf Grund von Pestizideinsatz und Gewässerverschmutzung erneut zu erheblichen Rückgängen kam. Zu Beginn des 21. Jahrhunderts gibt es mit Ausnahme von Polen etwa stabile oder zunehmende Populationen. Der mitteleuropäische Verbreitungsschwerpunkt sind die Niederlande mit 18.000 bis 19.500 Brutpaaren. Insgesamt wird der mitteleuropäische Brutbestand zu Beginn des 21. Jahrhunderts auf 35.000 bis 39.000 Brutpaare geschätzt. Der europäische Gesamtbestand beträgt 270.000 bis 570.000 Brutpaare. Europäische Länder mit einem Bestand von mehr als 20.000 Brutpaaren sind Finnland, Schweden, Belarus, die Ukraine und der europäische Teil Russlands. In der Roten Liste der Brutvögel Deutschlands von 2020 wird die Art in der Kategorie 2 als stark gefährdet geführt.
Die Flussseeschwalbe gilt als eine der Arten, die vom Klimawandel besonders betroffen sein wird. Ein Forschungsteam, das im Auftrag der britischen Umweltbehörde und der Royal Society for the Protection of Birds die zukünftige Verbreitungsentwicklung von europäischen Brutvögeln auf Basis von Klimamodellen untersuchte, geht davon aus, dass bis zum Ende des 21. Jahrhunderts das Verbreitungsgebiet der Flussseeschwalbe erheblich schrumpfen und sich nach Norden verschieben wird. Insbesondere im Osten Europas wird das Verbreitungsgebiet deutlich fragmentierter sein. Potentiell neue Brutgebiete für diese Art finden sich nach diesen Prognosen unter anderem auf Island und in Teilen von Nowaja Semlja, jedoch können diese die Arealverluste vor allem in Osteuropa nicht kompensieren.